# Shock and Vibration
Shock and Vibration is een internationaal, aan collegiale toetsing onderworpen wetenschappelijk tijdschrift op het gebied van de
akoestiek, werktuigbouwkunde en mechanica. De naam wordt in literatuurverwijzingen meestal afgekort tot Shock Vib.